# 스베냐 융
스베냐 융(독일어: Svenja Jung, 1993년 5월 28일~)은 독일의 배우이다.